# Karl-Heinz Böhmer
Karl-Heinz Böhmer (* 17. Juni 1945 in Dortmund) ist ein ehemaliger deutscher Eishockeyspieler, der unter anderem für den TuS Eintracht Dortmund in der Bundesliga aktiv war.

## Karriere
Karl-Heinz Böhmer begann mit dem Eishockeyspielen beim TuS Eintracht Dortmund, mit dem er in der Saison 1962/63 in der Bundesliga antrat. Nach dem Abstieg in die Oberliga feierte er mit seiner Mannschaft in der Spielzeit 1963/64 den direkten Wiederaufstieg. Im Jahr 1965 wechselte er – ebenso wie seine Teamkollegen Ewald Gutberlet, Wolfgang Peske, Hans Seidl und Knut Stürs – zum Oberliga-Aufsteiger EC Deilinghofen (ECD). Anschließend stand der Verteidiger zwei Jahre lang für den Kölner EK auf dem Eis, ehe er 1968 zum ECD zurückkehrte. In insgesamt drei Spielzeiten absolvierte er 74 Spiele für den Verein, in denen er fünf Tore erzielte.
Letzte Zweitliga-Station war der ERC Westfalen Dortmund in der Saison 1971/72. Ab 1972 spielte Böhmer dann in der dritthöchsten deutschen Spielklasse für den Herner EV, den ERV Essen und ab 1975 erneut für den ERC Westfalen Dortmund. Im Jahr 1978 beendete er seine Karriere.

## Erfolge und Auszeichnungen
- 1964 Meister der Oberliga und Aufstieg in die Bundesliga mit dem TuS Eintracht Dortmund